# Ameivula xacriaba
Espèce
Ameivula xacriaba est une espèce de sauriens de la famille des Teiidae.

## Répartition
Cette espèce est endémique du Minas Gerais au Brésil.

## Classification
L'espèce Ameivula xacriaba a été décrite en 2014 par Federico José Arias (d), Mauro Teixeira Jr. (d), Renato de Sousa Recoder (d), Celso Morato de Carvalho (d), Hussam Zaher (d) et Miguel Trefaut Rodrigues,.

### Étymologie
Son épithète spécifique, xacriaba, lui a été donnée en l'honneur de la tribu des Xakriabás (en), une communauté indigène vivant dans l’État du Minas Gerais.

### Publication originale
- (en) Federico José Arias, Mauro Teixeira Junior, Renato Recoder, Celso Morato de Carvalho, Hussam Zaher et Miguel Trefaut Rodrigues, « Whiptail lizards in South America: A new Ameivula (Squamata, Teiidae) from Planalto dos Gerais, Eastern Brazilian Cerrado », Amphibia-Reptilia, Éditions Brill, vol. 35, no 2,‎ juin 2014, p. 227-242 (ISSN 0173-5373 et 1568-5381, DOI 10.1163/15685381-00002948, lire en ligne).